# Шулер, Майк
Майкл Гарольд Шулер (англ. Mike Schuler; 22 сентября 1940, Огайо — 28 июня 2022) — американский баскетбольный тренер Национальной баскетбольной ассоциации (НБА). Он был главным тренером команд «Портленд Трэйл Блэйзерс» и «Лос-Анджелес Клипперс» с 1986 по 1992 год и показал результат 179—159 побед и поражений. В 1987 году он получил награду «Тренер года НБА», став вторым тренером-новичком, удостоенным этой чести.

## Ранние годы
Шулер родился в Портсмуте, штат Огайо, 22 сентября 1940 года. Он учился в средней школе Портсмута в своем родном городе. Затем он получил стипендию NCAA Division I и учился в Университете Огайо, где играл за команду Ohio Bobcats и выиграл с ней два чемпионата Mid-American Conference (MAC). Он окончил университет в 1962 году.

## Тренерская карьера

### Колледж
Шулер начал свою тренерскую карьеру в 1965 году, работая помощником в команде Army Black Knights в Военной академии США. Затем он вернулся в Огайо, свою альма-матер, и был там помощником тренера в течение трех сезонов. Затем в 1969 году он перешел в Военный институт Вирджинии в качестве главного тренера. За три сезона, проведенных им в команде Keydets Военного института Вирджинии, команда зафиксировала результат 13-63. В 1977 году после четырех сезонов работы ассистентом в Университете Вирджинии Шулер стал главным тренером команды Rice Owls в Университете Райса.

### Профессиональная деятельность
В 1981 году Шулер получил свою первую профессиональную должность в качестве помощника главного тренера в команде «Нью-Джерси Нетс». Он проработал в этой должности два сезона, а затем стал помощником тренера команды «Милуоки Бакс» с 1983 по 1986 год. Впоследствии его пригласили на должность главного тренера команды «Портленд Трэйл Блэйзерс». Один инцидент, которым он запомнился, произошел на первой пресс-конференции, на которой его представили в качестве тренера «Портленд Трэйл Блэйзерс», когда он упал со стула. Эти кадры в последующие дни часто показывали по американскому телевидению, и Шулер назвал их «своей мгновенной претензией на славу».
Во время своего первого сезона в качестве тренера «Блейзерс», Шулер помог команде добиться результата 49-33. В феврале 1987 года он был назван лучшим тренером месяца НБА, а затем в том же году получил награду «Тренер года НБА». Он стал вторым тренером-новичком, получившим эту награду, и одним из пяти, добившихся этого на момент своей смерти. Следующий год клуб завершил с положительной разницей побед и поражений (53-29), хотя сезон и закончился поражением в первом раунде плей-офф. В его третьем сезоне в «Блейзерс» в команде начались разногласия, и команда завершила сезон с результатом 25-22, после чего Шулер был уволен в середине февраля. Тогдашний помощник тренера Рик Адельман был назначен на его место на временной основе. После того, как «Блэйзерс» вышли в плей-офф НБА 1989 года и проиграли «Лейкерс» в первом раунде, Адельман стал главным тренером на постоянной основе.
В сезоне 1989-90 Шулер работал помощником тренера «Голден Стэйт Уорриорз», а в следующем году стал тренером «Лос-Анджелес Клипперс». Он работал в этой должности до увольнения в середине сезона 1991/92, продемонстрировав отрицательную разницу побед и поражений за время работы в «Клипперс» (52-75). С 1992 по 1994 год он работал помощником тренера в команде «Сакраменто Кингз», а с 1994 по 1997 год в команде «Миннесота Тимбервулвз». В 2003 году он вернулся в «Бакс» в качестве помощника, а в сезона 2004/05 годов завершил карьеру тренера.

## Личная жизнь
В июле 1963 года Шулер женился на Глории Сиссеа. Они прожили в браке 53 года до ее смерти в 2016 году. У них родились две дочери: Кимберли и Кристин.
Шулер умер 28 июня 2022 года в возрасте 81 года.